# Gerald Emmett Carter
Gerald Emmett Carter (Montréal, 11 maart 1912 - Toronto, 6 april 2003) was een Canadees geestelijke en kardinaal van de Rooms-Katholieke Kerk.
Carter was de jongste in een acht kinderen tellend gezin van Ierse immigranten. Een oudere broer van Gerald zou bisschop worden van Sault Sainte Marie; twee zusters werden non.
Hij bezocht het grootseminarie van Montréal en studeerde vervolgens aan de Universiteit van Montréal, waar hij graden behaalde in de theologie en de letteren, alvorens in 1947 in de theologie te promoveren. Tien jaar daarvoor was hij priester gewijd. Hij vervulde vervolgens verschillende functies voor de katholieke Engelstalige gemeenschap in het aartsbisdom Montréal en was onder meer docent aan en rector van het aan Thomas van Aquino gewijde instituut voor volwasseneneducatie aldaar. In 1953 werd hij kanunnik van het kathedraal kapittel van Montréal. In die tijd ook was hij als kapelaan verbonden aan de McGill University.
Paus Johannes XXIII benoemde hem in 1961 tot titulair bisschop van Altiburo en tot hulpbisschop van London. Bisschop Carter nam deel aan het Tweede Vaticaans Concilie. In 1964 werd hij bisschop van London. Paus Paulus VI benoemde hem in 1978 tot aartsbisschop van Toronto. Tijdens het consistorie van 30 juni 1979 creëerde paus Johannes Paulus II hem kardinaal. De Santa Maria in Traspontina werd zijn titelkerk. In 1990 ging hij met emeritaat.
Carter overleed in 2003. Hij werd begraven in het mausoleum van de aartsbisschoppen van Toronto op de begraafplaats van de Holy Cross Cemetery aldaar.
- Gemeinsame Normdatei: 1147176329
- International Standard Name Identifier: 0000 0000 7893 6918
- Library of Congress Control Number: nr92037754
- Nederlandse Thesaurus van Auteursnamen: 103794948
- Système universitaire de documentation: 176651012
- Virtual International Authority File: 7257506
- WorldCat: E39PBJhCBJrpT4qbgPyK9bVHmd